# سانتا ویتوریا دآلبا
سانتا ویتوریا دآلبا (به ایتالیایی: Santa Vittoria d'Alba) یک کومونه در ایتالیا است که در استان کونیو واقع شده‌است. سانتا ویتوریا دآلبا ۱۰٫۱ کیلومتر مربع مساحت و ۲٬۵۹۱ نفر جمعیت دارد.

## خواهرخوانده
شهر ور پون دو گار خواهرخواندهٔ سانتا ویتوریا دآلبا هست.